# A.C. Bhaktivedanta Swami Prabhupada
Abhay Charan De, meglio conosciuto con il nome religioso A.C.  Bhaktivedānta Svāmī Prabhupāda  o Śrīla Prabhupāda (Calcutta, 1º settembre 1896 – Vṛndāvana, 14 novembre 1977), è stato un missionario e scrittore indiano viṣṇuita.
Fu maestro spirituale (ācārya) nella catena disciplica (guruparamparā), fondata dal mistico bengalese del XVI secolo Caitanya (viṣṇuismo gauḍīya).
Fondatore dell'ISKCON (formalmente "Associazione internazionale per la coscienza di Krishna", meglio conosciuto come il "movimento Hare Krishna"), associazione religiosa che si propone di diffondere il viṣṇuismo gauḍīya in Occidente, Prabhupada è anche autore di numerosi scritti, traduzioni e commentari alla letteratura dei Veda, alle Upaniṣad, alla Bhagavadgītā, al Bhāgavata Purāṇa e al Caitanya-caritāmṛta.

## Biografia

### L'incontro con il maestro spirituale

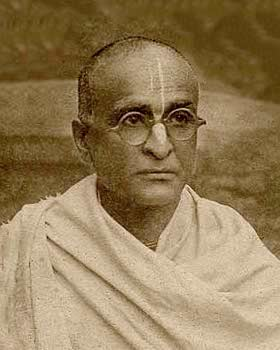
Bhaktisiddhanta Sarasvati Thakura

Abhay Charan De nacque in una famiglia di commercianti, di tradizione viṣṇuita. Studiò dapprima presso una scuola religiosa di quella tradizione, poi presso il locale Scottish Church College, divenendo, successivamente, un uomo d'affari nel campo dell'industria farmaceutica. Nello stesso periodo aderì al movimento per l'indipendenza dell'India di Mohandas K. Gandhi, rifiutando per protesta nel 1920 la laurea in legge, dopo aver superato tutti gli esami.
La sua vita cambiò nel 1922, in seguito all'incontro con il  saṃnyāsa che, nel 1932 sarebbe diventato il suo maestro spirituale: Bhaktisiddhanta Sarasvati Thakura, il fondatore del Gauḍīya Maṭha, una scuola religiosa basata sugli insegnamenti di Caitanya Mahaprabhu.
Nei successivi trent'anni, dopo essersi trasferito ad Allahabad con moglie e figli, Abhay approfondì lo studio dei testi vaishnava ed il suo legame con il suo maestro spirituale, da cui ebbe l'istruzione di diffondere le istruzioni di Caitanya Mahaprabhu in particolare attraverso libri in lingua inglese.
Secondo gli insegnamenti di Bhaktisiddhanta, l'unico mezzo utile alla liberazione dal saṃsāra, il ciclo di nascite e morti, era la recitazione del maha mantra Hare Kṛṣṇa, in grado di purificare il devoto e di far sorgere il perfetto amore per Dio, in accordo con i principi del Bhakti Yoga.

### Il sannyāsa e la partenza per gli Stati Uniti d'America
Nel 1959 Abhay Charan prende i voti di rinuncia o saṃnyāsa, diventando così un sannyasi ed assumendo il nome di Abhay Caranaravinda Bhaktivedanta Swami. Vive in povertà presso un ashram (a Delhi, dapprima, ed in seguito a Vrindavana, nel tempio di Radha-Damodar) dedicandosi alla redazione di una rivista religiosa, Back to Godhead ed alla traduzione in inglese dello Srimad Bhagavatam, uno dei più importanti testi vaishnava.
Nel 1965, all'età di 69 anni, grazie ad un passaggio gratuito su una nave mercantile, riesce ad arrivare negli Stati Uniti, fermamente convinto di dover proseguire oltre oceano la missione affidatagli dal proprio maestro spirituale.

### Gli anni dell'ISKCON
Nel 1966 apre un piccolo ashram a New York, nel Lower East Side, nel quale si radunano ben presto hippies e curiosi. In pochi anni, grazie ad una predica incessante ed alla produzione e diffusione di libri, ed agevolato dai fermenti culturali dell'epoca, Bhaktivedanta costituisce l'International Society for Krishna Counsciousness (ISKCON), e riesce a radunare un buon numero di discepoli (circa 4.000), fondando più di 100 scuole, templi, centri culturali, comunità rurali, ashram in tutti e 5 i continenti.
Srila Prabhupada ("colui ai cui piedi siedono i maestri", come fu ben presto definito) diventò un'icona degli anni Settanta, riuscendo a coinvolgere personalità di spicco come Allen Ginsberg ed i Beatles.
Una minoranza di persone che esprimono la propria fede negli insegnamenti di Srila Prabhupada afferma che egli, dopo la sua "morte fisica", intendesse continuare a iniziare discepoli attraverso preti denominati ritviks. Una versione di questo pensiero è portata avanti da un gruppo autodefinitosi  ISKCON Revival Movement. L'ISKCON ha tuttavia respinto questo tipo di idee.